# Juozas Tumas-Vaižgantas
Juozas Tumas, noto anche con lo pseudonimo di Vaižgantas (Maleišiai, 1869 – Kaunas, 1933), è stato uno scrittore, politico e presbitero lituano, uno dei fondatori del Partito del Progresso Nazionale.
Juozas Tumas nacque nel villaggio di Malaišiai nei pressi di Svėdasai da una famiglia contadina. Dopo le elementari studiò presso il ginnasio di Daugavpils, in Lettonia dal 1881 al 1888. In questo periodo si interessò alla letteratura classica russa. Dopo il diploma entrò nel seminario di Kaunas, venne ordinato nel 1893 e iniziò la sua carriera da scrittore.
Fondatore de Il guardiano della patria e de Il sapere, divenne celebre con Immagini di guerra (1915) in cui deprecava le atrocità della guerra auspicando però una futura indipendenza della Lituania.